# Striatorsidis striatipennis
Striatorsidis striatipennis là một loài bọ cánh cứng trong họ Cerambycidae.